# Omul Vitruvian
Omul Vitruvian (italiană Le proporzioni del corpo umano secondo Vitruvio, tradus prin "Proporțiile corpului uman conform lui Vitruviu"), sau simplu L'Uomo Vitruviano (pronunție în italiană [ˈlwɔːmo vitruˈvjaːno]), este un desen al lui Leonardo da Vinci, realizat în jurul anului 1490. Este însoțit de notițe bazate pe lucrările arhitectului Vitruviu. Desenat în cerneală pe hârtie, zugrăvește un om în două poziții suprapuse, cu brațele și picioarele despărțite, și înscris într-un cerc și un pătrat. Desenul și textul sunt uneori denumite Canoanele Proporțiilor sau, rareori, Proporțiile Omului. Este păstrat la Gabinetto dei disegni e stampe din cadrul muzeului Gallerie dell'Accademia, din Veneția, Italia, având numărul de referință 228. Precum majoritatea lucrărilor pe hârtie, este expus publicului doar ocazional.
Desenul este bazat pe corelațiile dintre proporțiile umane ideale și geometrice, descrise de arhitectul roman Vitruviu în Cartea 3 a tratatului său De architectura. Vitruviu a descris corpul uman ca fiind sursa principală de proporții din cadrul ordinelor clasice ale arhitecturii. El a determinat că trupul ideal ar trebui să aibă o înălțime de opt capete. Desenul lui Leonardo este tradițional denumit în onoarea arhitectului.

## Subiectul și titlul
Acest desen demonstrează contopirea matematicii cu arta din timpul Renașterii și expune concepțiile complexe ale lui Leonardo despre proporții. În plus, acest desen reprezintă piatra de temelie a încercării lui Leonardo de asociere a omului cu natura. Encyclopædia Britannica spune, "Leonardo a alcătuit o schiță grozavă a corpului uman pe care l-a proiectat prin desene anatomice și Omul Vitruvian într-o cosmografia del minor mondo (cosmografie a microcosmosului). El credea că lucrările pe tema corpului uman sunt o analogie a lucrărilor despre univers."
Conform notițelor lui Leonardo ce acompaniază desenul, scrise „în oglindă”, a fost proiectat ca un studiu asupra proporțiilor corpului uman (bărbătesc) descrise de Vitruviu. Textul are două părți, deasupra și dedesubtul imaginii.
Primul paragraf al părții de sus vorbește despre Vitruviu:
"Vetruvio, arhitect, are în lucrarea sa despre arhitectură măsurătorile omului din natură, distribuite în felul următor:
- o palmă înseamnă patru degete
- un picior înseamnă patru palme
- un cubit înseamnă șase palme
- patru cubituri înseamnă un om
- un pas înseamnă patru cubituri
- un om înseamnă 24 de palme

și aceste măsurători se regăsesc în clădirile sale".
Al doilea paragraf spune: "dacă deschizi picioarele destul încât capul să coboare cu o paisprezecime din înălțimea ta și ridici mâinile destul încât degetele întinse să atingă linia creștetului tău, centrul membrelor extinse va fi ombilicul, iar spațiul dintre picioare va fi un triunghi echilateral".
Partea de jos acordă proporțiile următoare:
- lungimea brațelor deschise este egală cu înălțimea omului
- lungimea distanței de la creștet până la marginea de jos a bărbiei este o zecime din înălțimea unui om
- lungimea distanței de sub bărbie până la frunte este o optime din înălțimea unui om
- lungimea distanței de deasupra pieptului până la frunte este o șesime din înălțimea unui om
- lungimea distanței de deasupra pieptului până la creștet este o șeptime din înălțimea unui om.
- lățimea maximă a umerilor este un sfert din înălțimea unui om.
- lungimea de la sâni până la creștet este un sfert din înălțimea unui om.
- lungimea distanței de la cot până la vârful degetelor este un sfert din înălțimea unui om.
- lungimea distanței de la cot până la subraț este o optime din înălțimea unui om.
- lungimea unei palme este o zecime din înălțimea unui om.
- vârful penisului este la jumătatea înălțimii unui om.
- lungimea labei piciorului este o șeptime din înălțimea unui om.
- lungimea distanței de la laba piciorului până la genunchi este un sfert din înălțimea unui om.
- lungimea distanței de sub genunchi până la vârful penisului este un sfert din înălțimea unui om.
- lungimea distanței de sub bărbie până la nas și de la sprâncene până la creștet este egală cu lungimea urechilor și cu o treime din față.

Punctele ce determină aceste proporții sunt marcate cu linii pe desen. Sub desenul propriu-zis este o singură linie egală cu o latură a pătratului și împărțită în patru cubituri, dintre care cele două din exterior sunt împărțite la rândul lor în șase palme fiecare, două dintre care au textul "palmi" scris în oglindă; două dintre palmele din exterior sunt împărțite la rândul lor în patru degete fiecare, și sunt notate "diti".
Leonardo ilustrează clar capitolele 3.1.2-3 din De architectura a lui Vitruviu, care spun:
„Pesemne că trupul uman este proiectat așa de la natură, fața de la bărbie până la frunte și până la rădăcina părului, fiind a zecea parte din înălțime; mâna de la încheietură până la vârful degetului din mijloc asemenea; capul de la bărbie până la creștet este o optime, și împreună cu gât și umeri până la rădăcina părului este o șesime; de la sân până la rădăcina părului este o pătrime. Dacă măsurăm înălțimea feței însăși, distanța de la bărbie până la nări este o treime; nasul de la nări până la sprâncene asemenea; de acolo până la rădăcina părului este tot o treime, reprezentând fruntea. Lungimea labei piciorului este o șesime din înălțimea corpului; antebrațul, o pătrime; lățimea sânilor este tot o pătrime. Și celelalte membre au propriile proporții simetrice, iar prin folosirea lor faimoșii pictori și sculptori ai antichității au obținut renumele veșnic.

Similar, printre membrii unui templu trebuie să fie cea mai mare armonie dintre relațiile simetrice a diferitelor părți și magnitudinea generală ca un întreg. Dar din nou, punctul central al corpului uman este ombilicul. Deoarece dacă un om este așezat drept pe spate, cu mâinile și picioarele întinse, și cu o pereche de compasuri centrate pe ombilicul său, degetele de la mâinile și picioarele sale vor atinge circumferința unui cerc descris ulterior. Și precum corpul uman produce un traseu circular, așa și o figură pătrată poate fi regăsită în asta. Pentru că dacă măsurăm distanța de la talpă până la creștet, și după aplicăm distanța membrelor întinse, lățimea va fi aceeași cu înălțimea, ca și în cazul suprafețelor plane, care sunt un pătrat perfect.”
Desenul lui Leonardo combină o lecturare atentă a textului antic împreună cu propriile observații asupra trupului uman propriu-zis. Prin cerc și pătrat el observă corect că pătratul nu poate avea același centru ca și cercul, ombilicul, care este undeva mai jos în anatomie. Această ajustare este partea inovativă a desenului lui Leonardo și ceea ce îl deosebește de ilustrațiile anterioare. El deviază de la Vitruviu prin desenarea brațelor într-o poziție în care vârful degetelor sunt la nivel cu creștetul, spre deosebire de unghiul mult mai mic al lui Vitruviu, în care brațele formează linii ce trec prin ombilic.
Desenul însuși este deseori folosit ca un simbol însemnat al simetriei corpului uman, și prin extensie, al simetriei universului ca un întreg.
Poate fi observat prin examinarea desenului că unirea poziției mâinilor cu cea a picioarelor creează de fapt șaisprezece poziții diferite. Poziția cu brațele deschise și picioarele împreunate este observată ca fiind înscrisă în pătratul superimpozant. Pe de altă parte, poziția de "vultur în zbor", cu brațele larg deschise, apare în cercul superimpozant.
Desenul a fost achiziționat de la Gaudenzio de' Pagave de către Giuseppe Bossi, care l-a descris, discutat și ilustrat în monograful său asupra Cinei cea de Taină, Del Cenacolo di Leonardo da Vinci libri quattro (1810). În anul următor, el a extras secțiunea din monograf ce analiza Omul Vitruvian și a publicat-o sub numele de Delle opinioni di Leonardo da Vinci intorno alla simmetria de'Corpi Umani (1811), dedicând-o prietenului său Antonio Canova.
După decesul lui Bossi din 1815, Omul Vitruvian a fost achiziționat în 1822, împreună cu o parte din desenele sale, de Gallerie dell'Accademia din Veneția, Italia, unde se află și astăzi.

## Dovada colaborării
Au fost găsite dovezi cum că Leonardo ar fi putut fi influențat de munca lui Giacomo Andrea de Ferrara, un arhitect renascentist, expert în lucrările lui Vitruviu, și prieten apropiat al lui. Desenul original al lui Giacomo Andrea are doar un set de brațe și picioare, în timp ce desenul lui Leonardo are poziția mâinilor și picioarelor schimbată.
O altă posibilă influență în desenul lui Leonardo ar fi putut fi lucrările din codexul lui Francesco di Giorgio, un arhitect din Siena care a alcătuit în 1470 un tratat nepublicat pe tema proporțiilor umane civile și militare (Trattato di Architettura Civile e Militare).